# Арсания

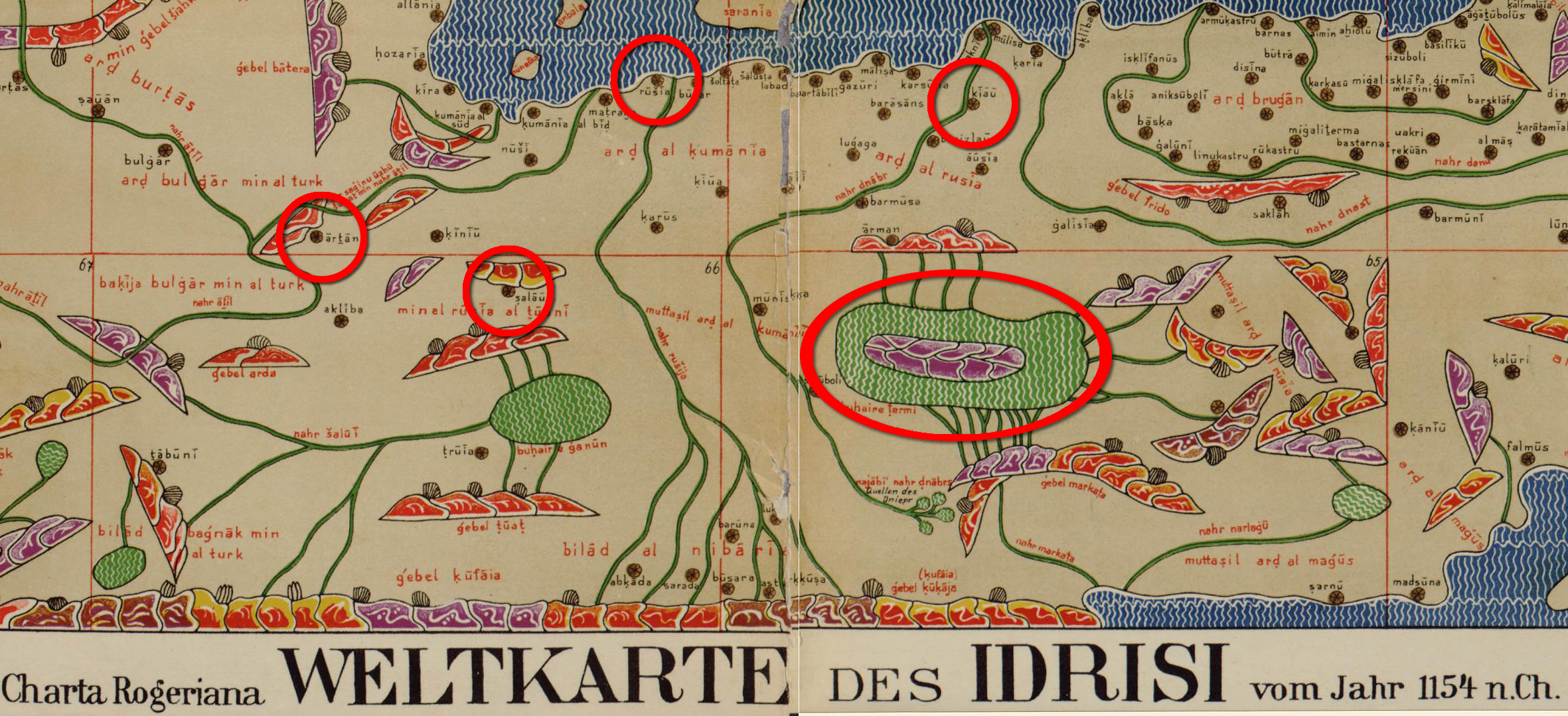
Арсания на карте Идриси (в крайнем левом кружке). Черное и азовское моря сверху.

Арсания или Артания (араб. ارثانية‎ ’Arṯāniya) — по арабским источникам X века, один из трёх крупных центров руси, наряду с Куябой (Киев) и Славией (Новгород).

## Описание
И русов три группы. Группа, ближайшая к Булгару, и царь их в городе, называемом Куйаба, и он больше Булгара. И группа самая верхняя из них, называемая ас-Славийа, и царь их в городе Салау, и группа их, называемая ал-Арсанийа, и царь их сидит в Арсе, городе их. И достигают люди с торговыми целями Куйабы и окрестностей её. Что же касается Арсы, то я не слышал, чтобы кто-либо упоминал о достижении её чужеземцами, ибо тамошние убивают всех чужеземцев, к ним приходящих. Сами же они спускаются по воде для торговли и не сообщают ничего о делах своих и товарах, и не позволяют никому следовать за собой и входить в страну их. <…> Вывозят из Арсы чёрных соболей, чёрных лисиц и олово (свинец?) и некоторое число рабов.— Абу Исхак аль-Истахри, «Китаб ал-масалик ва-л-мамалик», 950-е годы
Сведения восходят к утраченной работе географа аль-Балхи, написанной около 920 года, и воспроизводятся у его последователей, так называемой «классической школы» географов: Истахри, Ибн Хаукаля, и более поздних авторов: Аль-Идриси и неизвестного составителя труда Худуд аль-алам. Сообщается, что арсанцы имеют собственного правителя, резиденцией которого является город Арса. Они не пускают к себе чужеземцев и сами занимаются торговлей, плавают в Куйабу и торгуют свинцом и соболями.

## Идентификация
В отличие от Куйабы и Славии, этимология и местонахождение которых довольно прозрачны, идентификация Арсании остаётся нерешённой исторической задачей по причине отсутствия каких-либо параллельных данных.
Учитывая, что Балтийско-Черноморский торговый путь сложился уже лишь в X веке, а первые сведения арабо-персидских источников, упоминающих три "шахра" руссов, относятся к IX веку, то стоит обратить внимание, что превалирует линия восток-запад в коммуникации между племенами и народами(в т ч торговой). Это отражает актуальность для аль-Балхи расстояния от Киева до Булгара. А это автор начала X века. 
Поэтому, наиболее вероятно, что эти "шахры" стоит искать, приблизительно, в одной широте.
Согласно Ибн-Хаукалю, расстояние между этими центрами равно 4 дня пути(друг от друга). Согласно Персидскому Анониму IX века(Худуд аль Алем... или же "Области Мира от востока к западу..."), все три центра находятся на одном "нахре"(т е на одной реке или на одном водном пути).
Иными словами, взаиморасположение этих "шахров" достаточно компактно(что делает весьма маловероятным расположение данных центров в разных широтах).

### Южная версия
Южная версия основана на локализации Арсы аль-Истархи между Хазарией и Дунайской Болгарией (т. к. те болгары к северу от Рума, т. е. Византии). Т. е речь идет о широте не севернее Лесостепной. В историографии были высказаны точки зрения о её расположении на месте Тмутаракани (В. В. Мавродин, Г. В. Вернадский), о тождестве с поднепровским городом Роденем (Б. А. Рыбаков), о тождестве Арсы и Рязани (В. Ф. Минорский). Высказывалось мнение и о Ютановском городище в пойме реки Оскол, в котором адепты видят крупнейший в Восточной Европе «металлургический комплекс».

### Северная версия
Перечень вывозимых из Арсании товаров указывает, скорее, на северное расположение Арсании. Однако, это утверждение имеет некоторые проблемы: согласно аль-Масуди, в стране руссов производится собственное(!) серебро. Оно отсутствует на Восточно-Европейской Равнине. Также, как отсутствовал и свинец. Наконец, какова бы ни была номенклатура товаров, она будет проходить через юг Восточно-Европейской Равнины. 
Увлечение сходством названий привело к спекуляциям о тождестве Арсании со славянским святилищем на мысе Аркона и с землёй эрзян.
В российской историографии последних десятилетий доминирующими являются гипотезы о нахождении Арсании в районе Ростова. При этом во главу угла ставится наличие богатого археологического материала в Сарском городище, Тимереве и других пунктах Волжского торгового пути.
Реже, чем Ростов, в связи с Арсанией в научных публикациях упоминаются Суздаль и Белоозеро, а также Смоленск и Орша.